# Fran Krašovec
Fran Krašovec (25. listopadu 1892, Lublaň – 15. ledna 1969, tamtéž) byl slovinský fotograf.

## Životopis
Krašovec spojil velkou část svých fotografií do cyklu Štirje letne časi (Čtvero ročních období), ve kterém ukazuje Lublaň a její okolí během léta, podzimu, zimy a jara poválečných padesátých let. Za svou práci získal několik ocenění a publikoval fotografie v dobových periodikách (Mladika, Jutro, Življenje in svet). Motivy jeho fotografií jsou příroda i člověk a předměty každodenní potřeby.

## Galerie

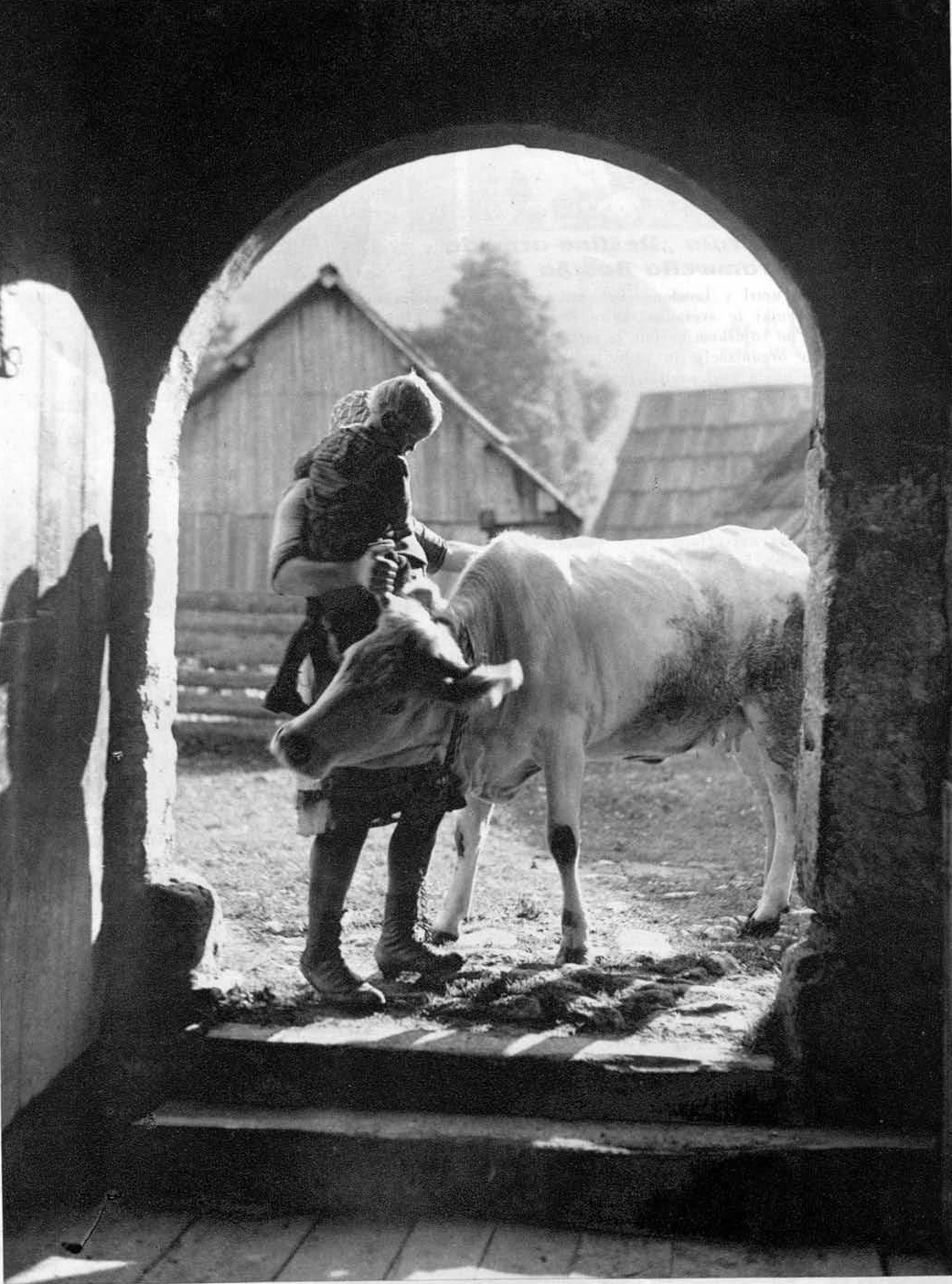
Motiv z Jezerska (1929)
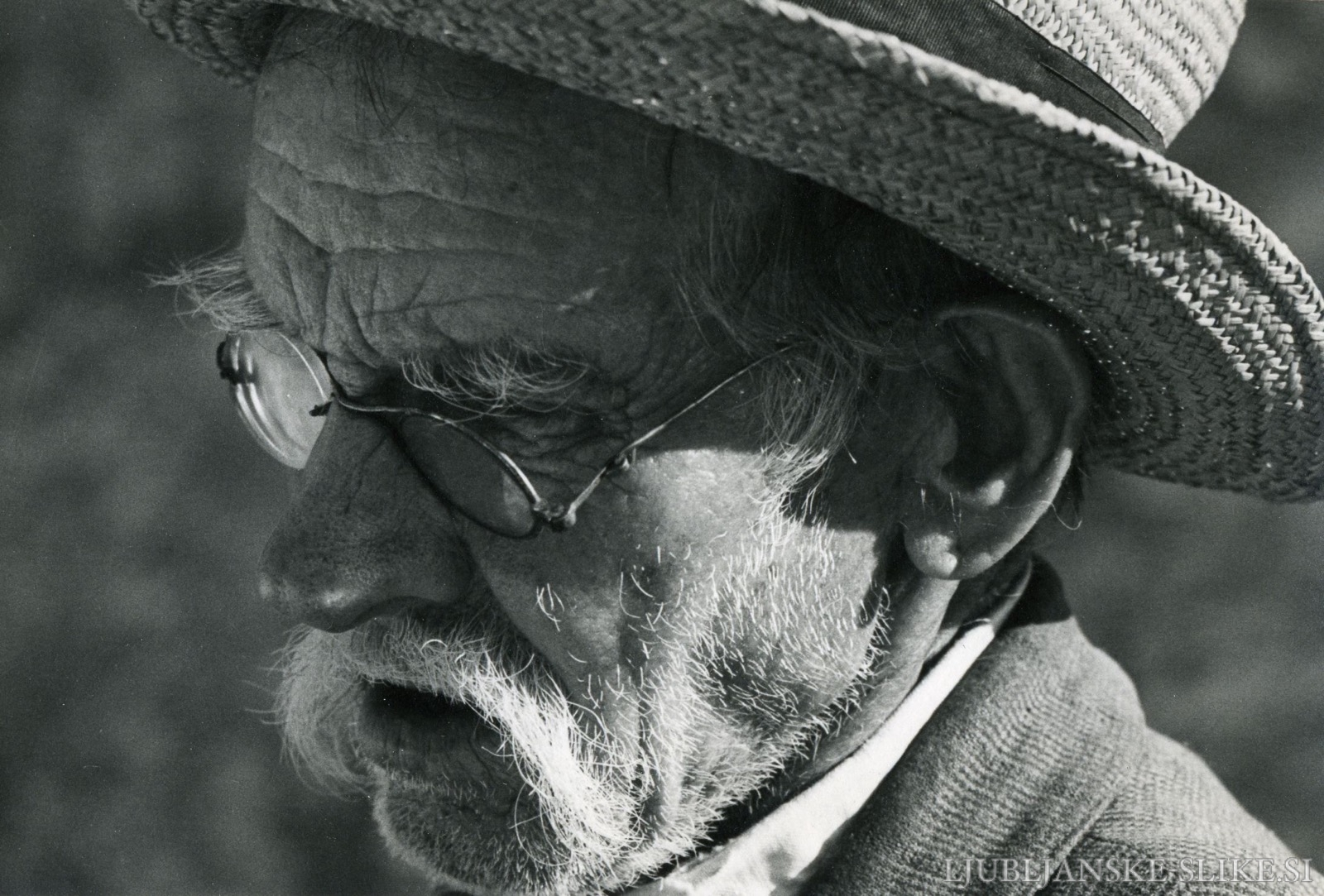
Jaro
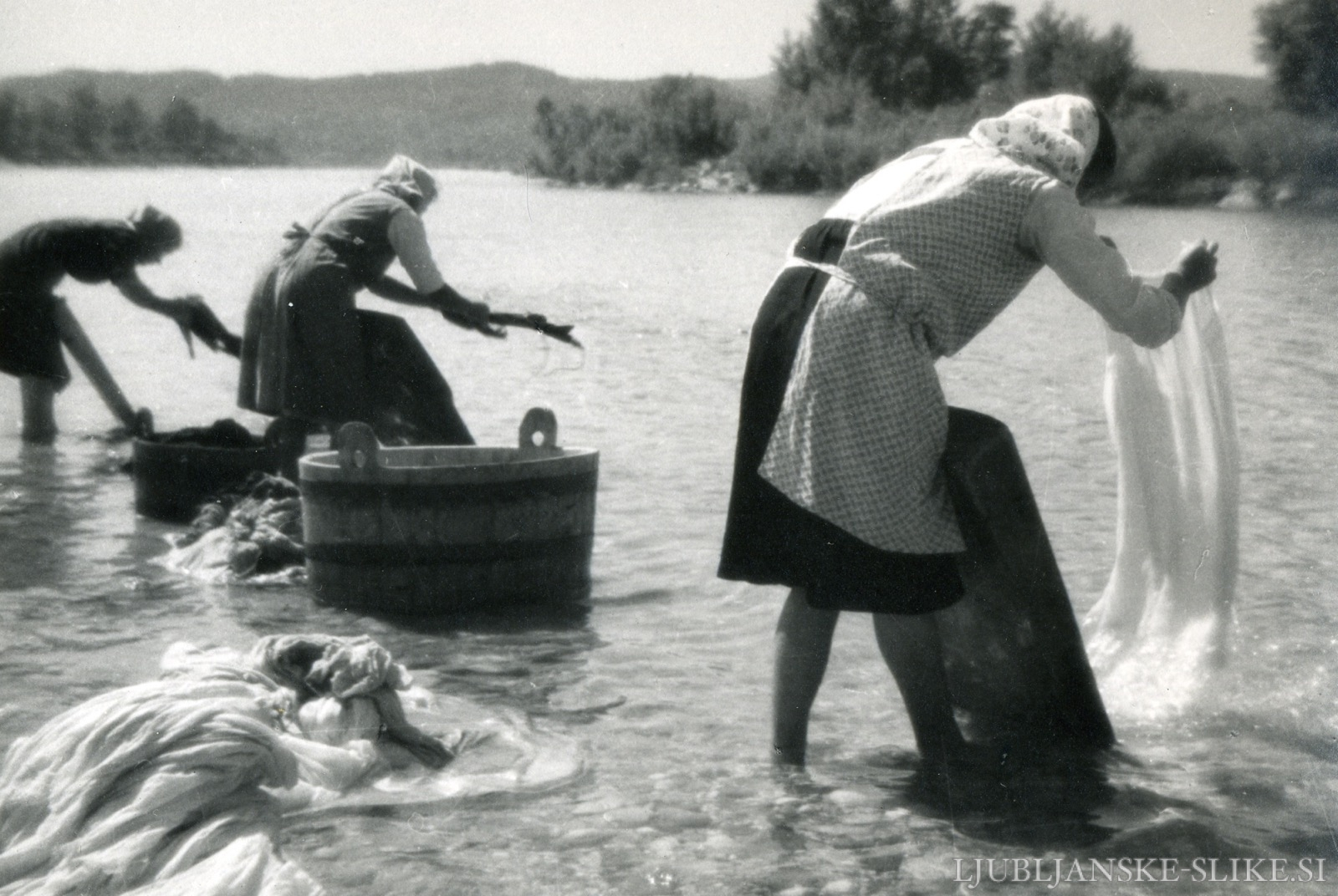
Léto
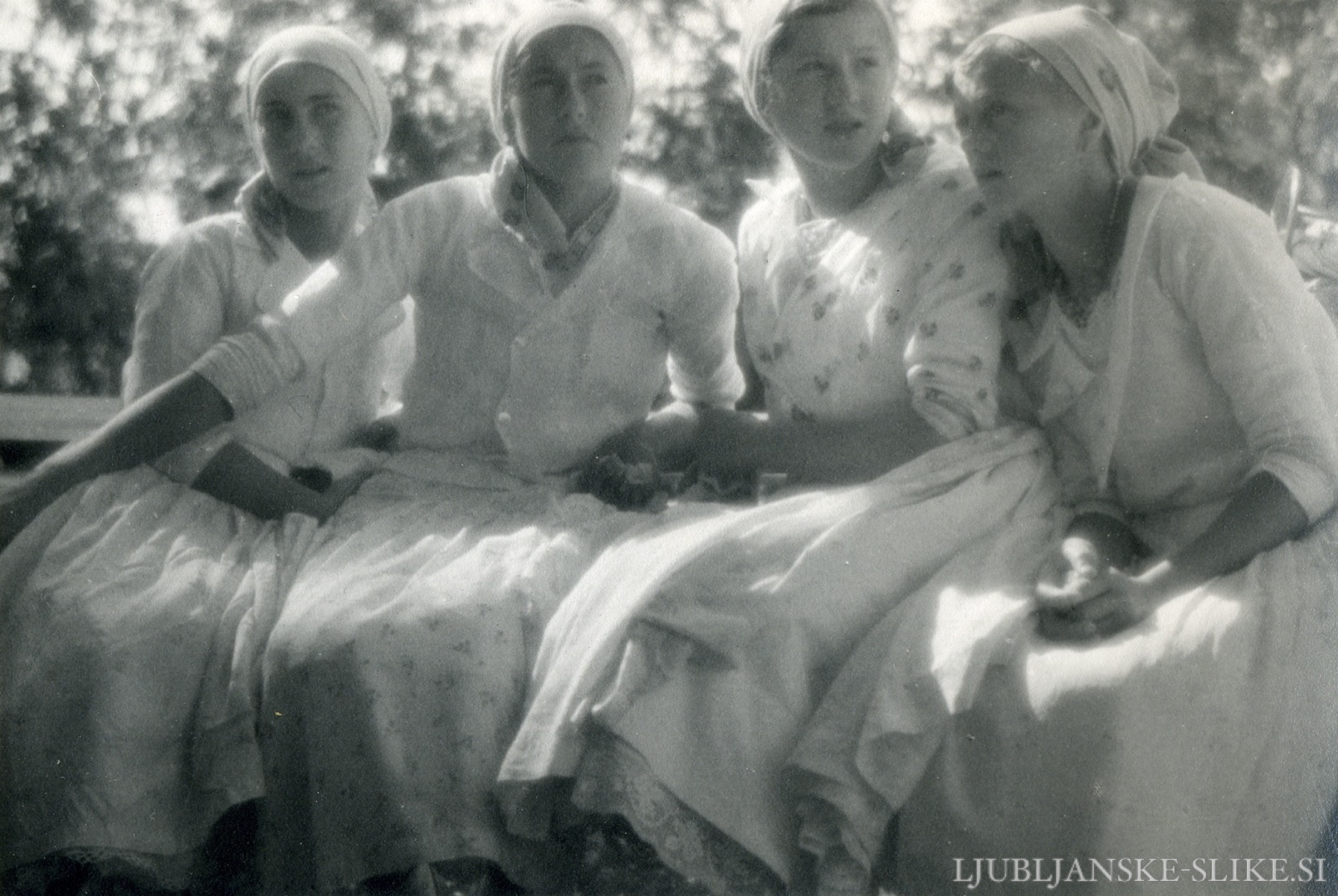
Léto
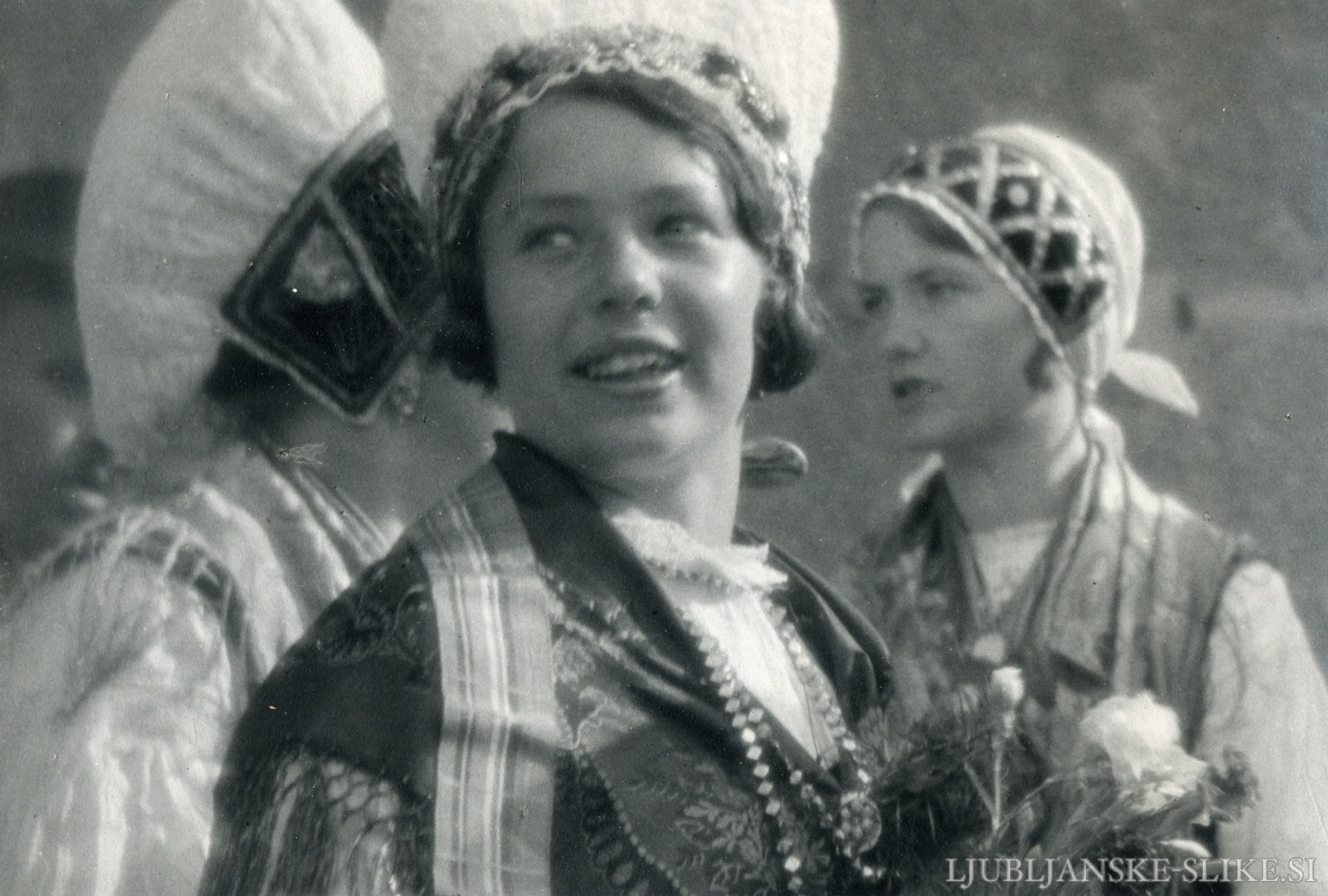
Léto
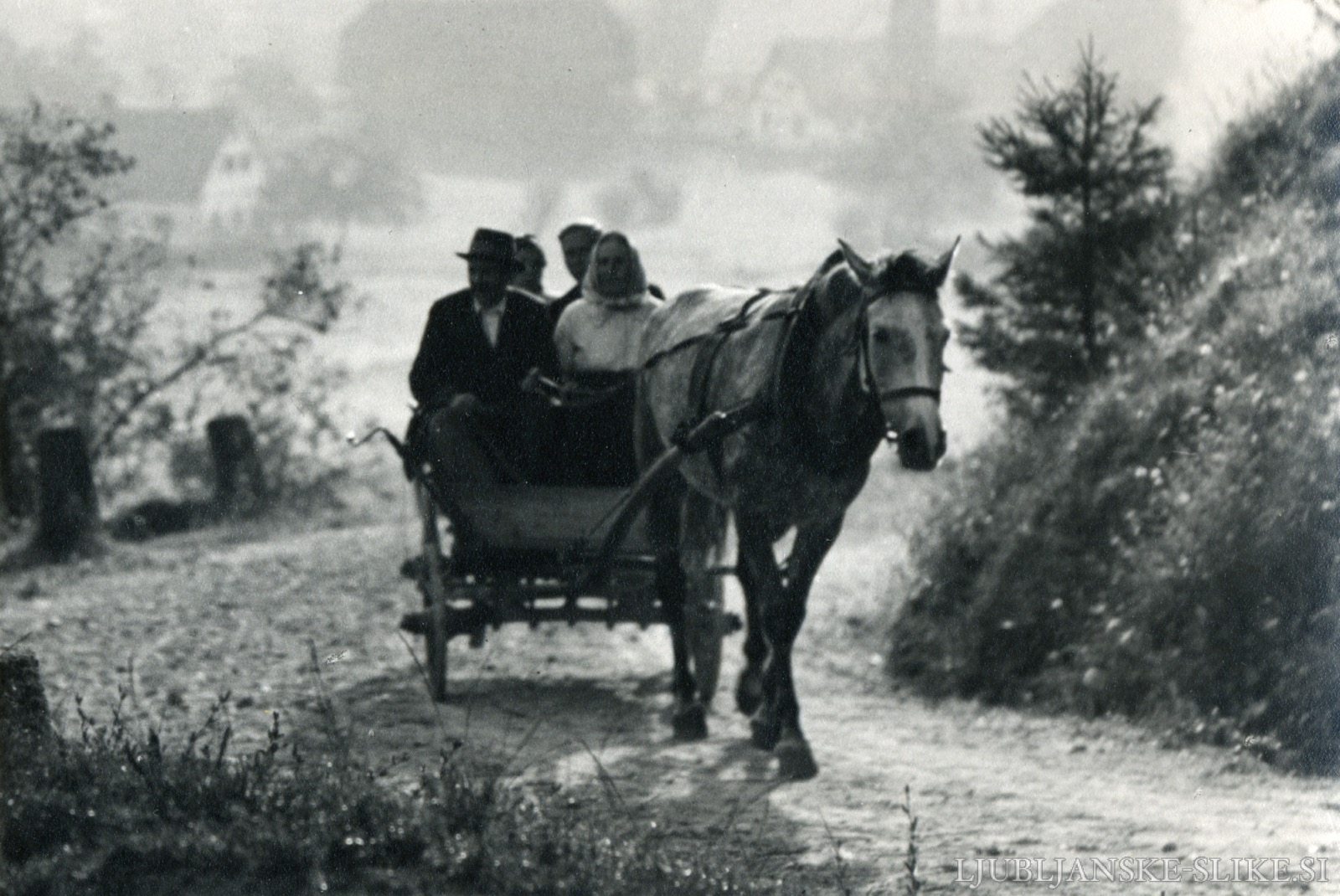
Léto
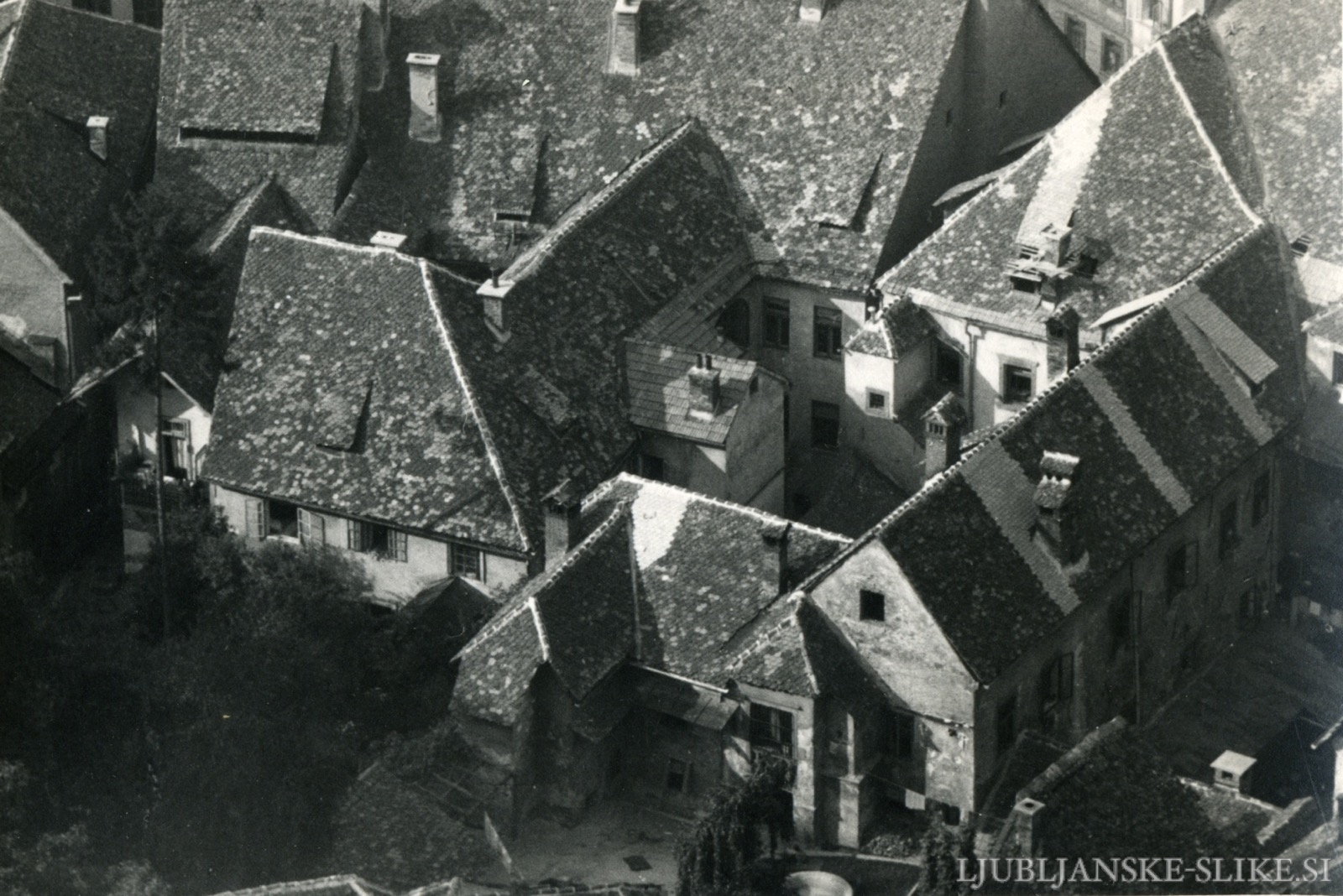
Léto
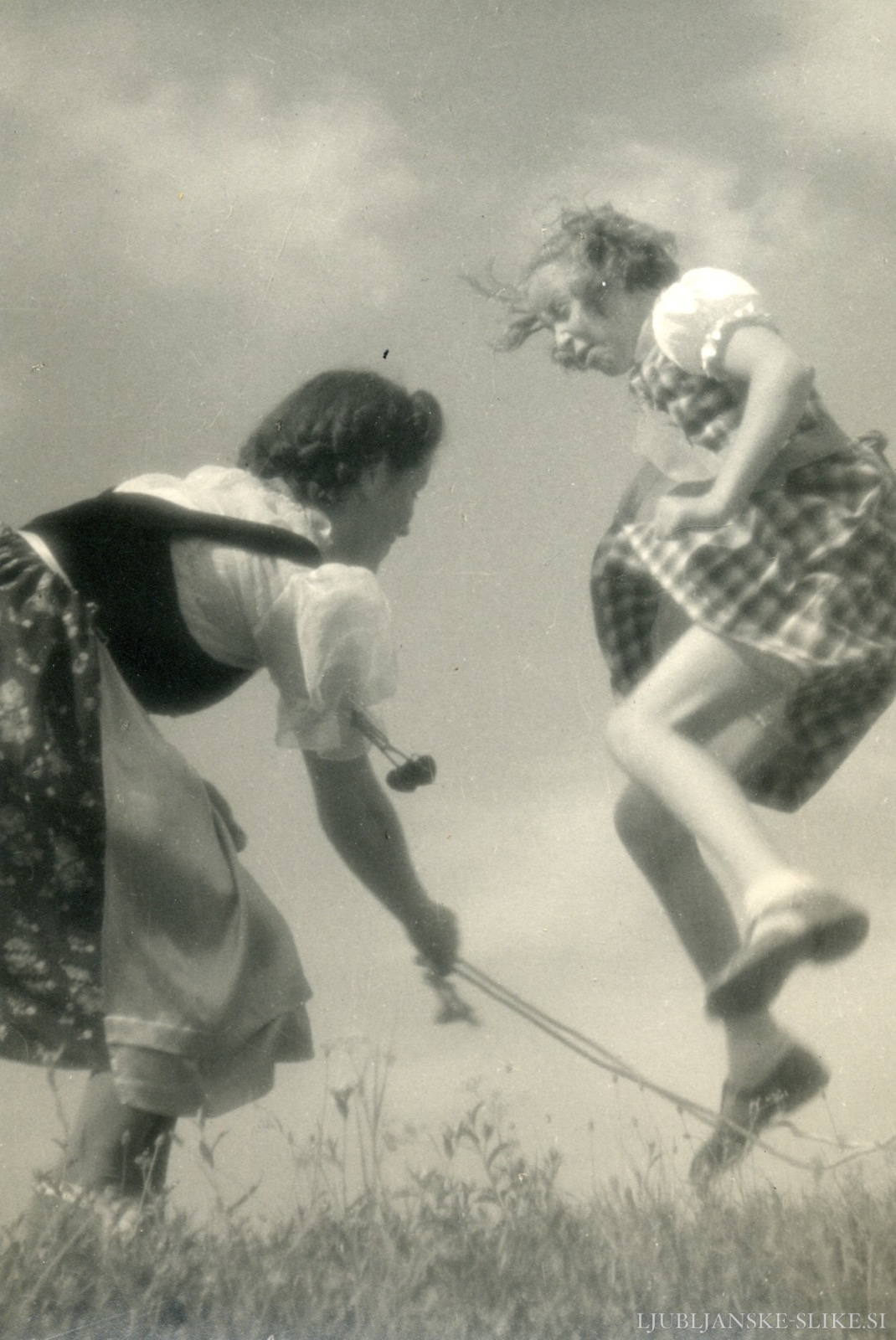
Léto
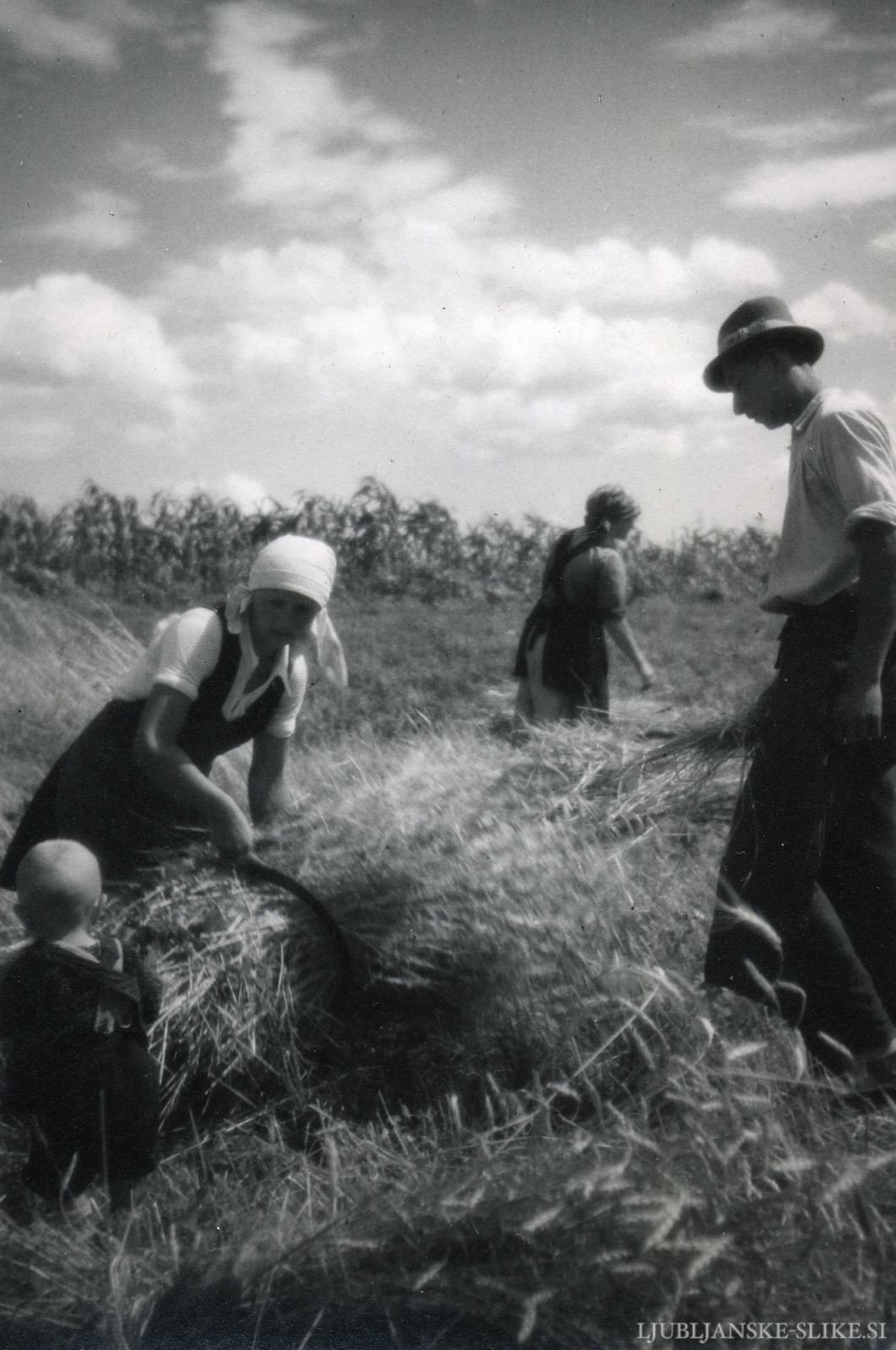
Léto
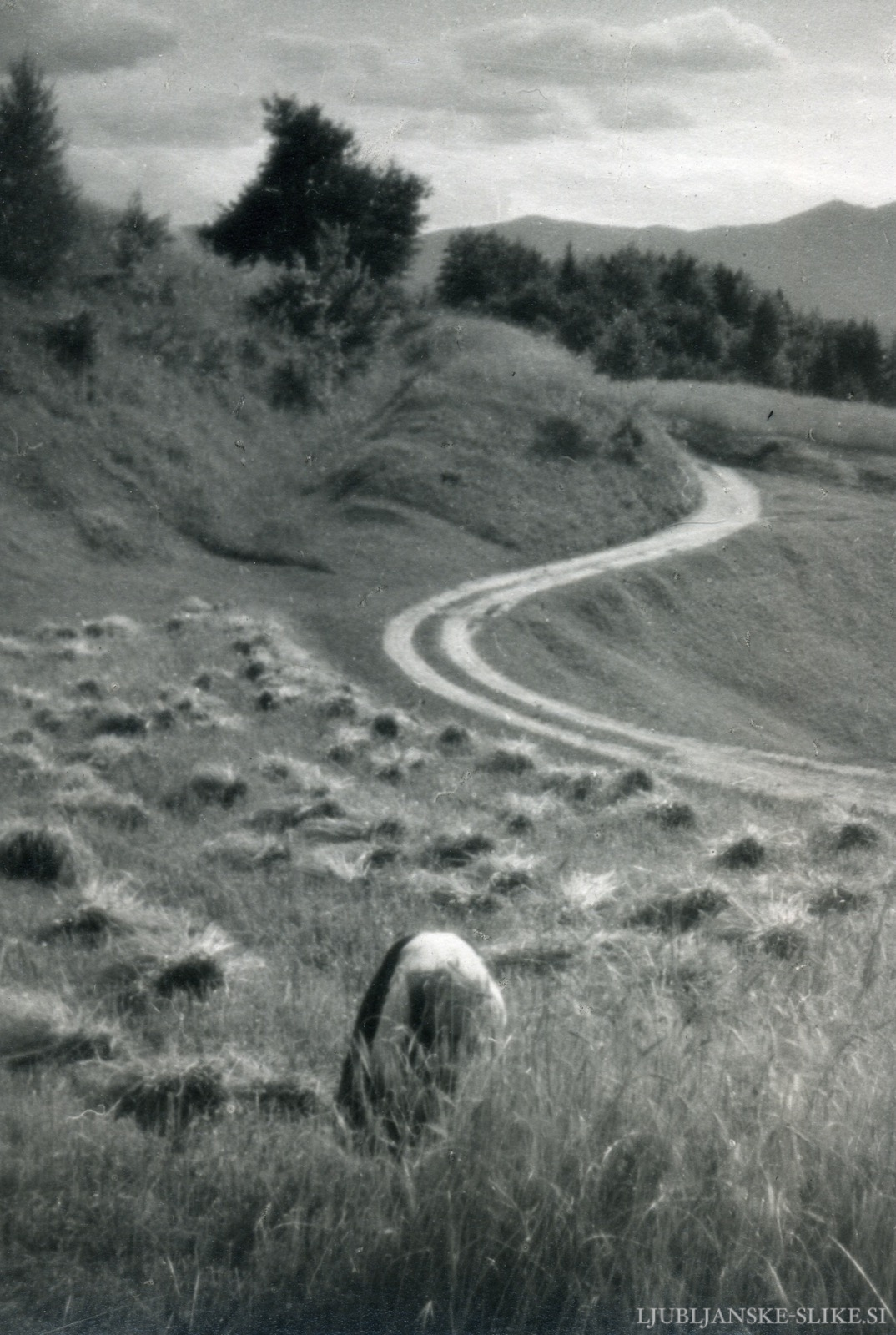
Léto
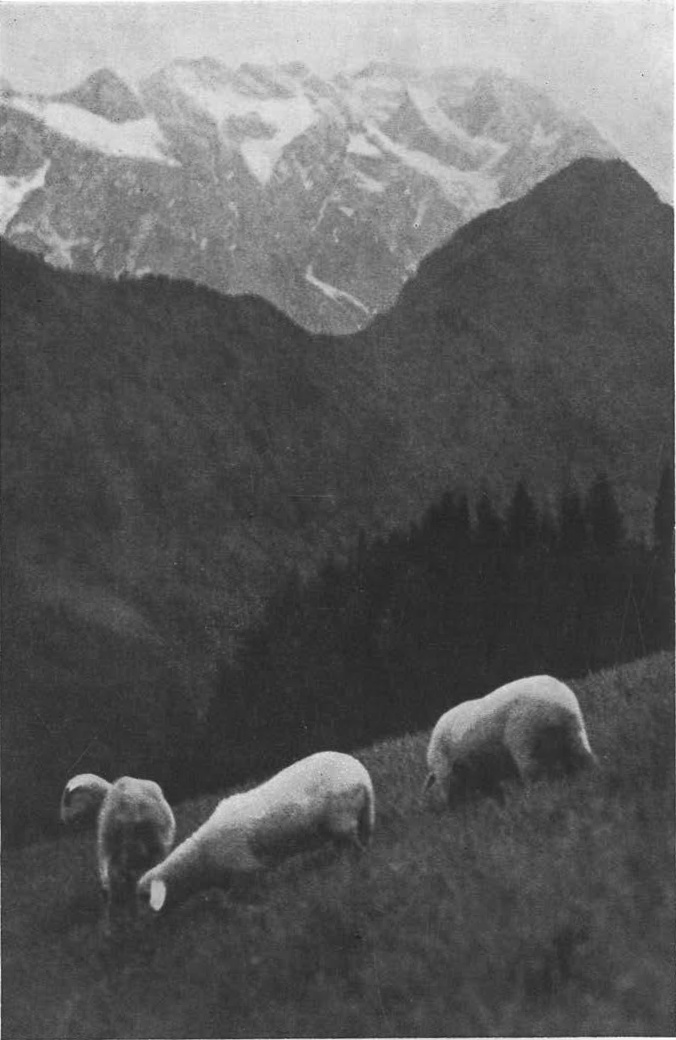
Planjava od severa 1933